# Haruka Kudō
Haruka Kudō (工藤晴香?, Kudō Haruka; prefettura di Osaka, 16 marzo 1989) è una doppiatrice e cantante giapponese attualmente affiliata alla Ace Crew Entertainment, nota per aver doppiato Hagumi Hanamoto in Honey and Clover e Haruka Kaminogi in Noein.
Kudō dà anche la voce a Sayo Hikawa di BanG Dream!, e la rappresenta come chitarrista nella controparte reale della sua band, le Roselia.

## Biografia
Nel 2001 viene notata da una donna che lavora in un salone di bellezza, e le viene proposto di lavorare come modella. Pensando che tutto ciò sarebbe stato divertente, accetta, e inizia quindi a lavorare per la rivista di moda CUTiE. Due anni dopo viene reclutata da un manager dell'agenzia Top Coat, il quale ne rimane affascinato dopo aver visto le sue foto pubblicate. Debutta quindi come modella per Top Coat nell'edizione n°6 del 2003 della rivista di moda Seventeen distribuita da Shueisha. Lavora per loro fino al diploma, facendo la sua ultima apparizione nel n°15 del 2007.
Nel 2005, la sua manager le trova un provino da doppiatrice, dato che Kudō era appassionata di fumetti. Vince quindi il provino e debutta come doppiatrice nella serie anime Honey and Clover nel ruolo di Hagumi Hanamoto. Da lettrice del manga da cui la serie era tratta, rimane sorpresa quando scopre di averne passato i provini.
Durante il primo anno di università, il suo contratto con Seventeen finisce, quindi coglie la palla al balzo per allontanarsi dalle attività artistiche per focalizzarsi sugli studi universitari.
Nel 2011 si laurea, e mentre cerca lavoro, incontra la sua vecchia manager. Questa la mette in contatto con la produzione con cui ha lavorato per Honey and Clover e Noein. Ricomincia quindi il suo percorso da doppiatrice affiliandosi all'agenzia Sigma7e, con la quale terminerà i rapporti nell'agosto 2014 diventando freelancer. Dall'ottobre del 2016 entra nella ELBS Entertainment e nello stesso anno diviene la chitarrista delle Roselia, gruppo musicale del franchise BanG! Dream, nel ruolo di Sayo Hikawa. Nel suo profilo dell'agenzia era stato infatti inserito tra gli hobby la chitarra, pur avendo lei suonato solo brevemente durante le scuole superiori.
Il primo maggio 2017 annuncia nel suo blog il trasferimento all'agenzia Ace Crew Entertainment, alla quale è tuttora affiliata.
Nel 2020 vince il 14° Seiyu Award nella categoria cantanti insieme a tutte le Roselia. Debutta il 25 marzo come cantante solista sotto l'etichetta Nippon Crown con il mini-album KDHR e, sempre nello stesso anno, pubblica il suo secondo mini-album POWER CHORD.

## Vita privata
È stimatrice dei chitarristi Kurt Cobain dei Nirvana e Hide degli X Japan. Inoltre è fan dei Nine Inch Nails e dei Luna Sea.
Da bambina veniva chiamata Shinichi, dato il cognome in comune con il personaggio Shinichi Kudo di Detective Conan.

## Ruoli

### Anime

#### Serie televisive
- 2005
  - Honey and Clover nel ruolo di Hagumi Hanamoto
  - Noein nel ruolo di Haruka Kaminogi
- 2006
  - Death Note nel ruolo di Sayu Yagami
- 2007
  - Sore Ike! Anpanman nel ruolo di Poppo-chan
- 2011
  - Hunter x Hunter (2011) nel ruolo di Ponzu
- 2012
  - Shinsekai Yori nel ruolo di Mamoru Ito
  - Sengoku Collection nel ruolo di Gennai Hiraga
- 2014
  - Captain Earth nel ruolo di Setsuna
  - Soredemo Sekai Wa Utsukushii nel ruolo di Livius I da giovane
- 2015
  - Mofy nel ruolo di Sora
  - Cardfight!! Vanguard G: GIRS Crisis-hen nel ruolo di Luna Yumizuki
- 2016
  - Bungo Stray Dogs seconda stagione nel ruolo di Kyusaku Yumeno
- 2017
  - BanG Dream! nel ruolo di Sayo Hikawa
- 2018
  - BanG Dream! Garupa☆PICO nel ruolo di Sayo Hikawa
- 2019
  - BanG Dream! seconda stagione nel ruolo di Sayo Hikawa
  - Bungo Stray Dogs terza stagione nel ruolo di Kyusaku Yumeno
  - Shoujo☆Conto All Starlight nel ruolo di Yachiyo Tsuruhime
- 2020
  - BanG Dream! terza stagione nel ruolo di Sayo Hikawa
  - BanG Dream! Garupa☆PICO ~Ohmori~ nel ruolo di Sayo Hikawa
- 2022
  - Togane! Festival Club nel ruolo di Minori Tochino

#### Film d'animazione
- 2019
  - BanG Dream! FILM LIVE nel ruolo di Sayo Hikawa
- 2021
  - BanG Dream! Episode of Roselia I: Yakusoku nel ruolo di Sayo Hikawa
  - BanG Dream! Episode of Roselia II: Song I Am nel ruolo di Sayo Hikawa
- 2022
  - Bang Dream! Poppin' Dream! nel ruolo di Sayo Hikawa
- 2023
  - Pretty Guardian Sailor Moon Cosmos the Movie nel ruolo di Sailor Heavy Metal Papillion

### Videogiochi
- BanG Dream! Girls Band Party! nel ruolo di Sayo Hikawa
- Tales of the World: Radiant Mythology nel ruolo di Kanonno
- Tales of the World: Radiant Mythology 3 nel ruolo di Kanonno
- The Sky Crawlers: Innocent Aces nel ruolo di Maumi Orishina
- Revue Starlight: Re LIVE nel ruolo di Yachiyo Tsuruhime

## Discografia

### Singoli
|                         | Data          | Titolo        | Numero di catalogo | Numero di catalogo | Posizione in classifica |
| Edizione prima tiratura | Data          | Titolo        | Edizione standard  |                    | Posizione in classifica |
| ----------------------- | ------------- | ------------- | ------------------ | ------------------ | ----------------------- |
| 1                       | 7 luglio 2021 | Under the Sun | CRCP-10464         | CRCP-10465         | 20                      |

### Mini Album
|             | Data           | Titolo      | Numero di catalogo                        | Numero di catalogo  | Posizione in classifica |
| CD + M-Card | Data           | Titolo      | CD                                        |                     | Posizione in classifica |
| ----------- | -------------- | ----------- | ----------------------------------------- | ------------------- | ----------------------- |
| 1           | 25 marzo 2020  | KDHR        | CRCP-40600 (Type-A) / CRCP-40601 (Type-B) | CRCP-40602 (Type-C) | 14                      |
| 2           | 7 ottobre 2020 | POWER CHORD | CRCP-40608 (Type-A) / CRCP-40609 (Type-B) | CRCP-40610 (Type-C) | 13                      |

### Album
|                         | Data          | Titolo         | Numero di catalogo | Numero di catalogo | Posizione in classifica |
| Edizione prima tiratura | Data          | Titolo         | Edizione standard  |                    | Posizione in classifica |
| ----------------------- | ------------- | -------------- | ------------------ | ------------------ | ----------------------- |
| 1                       | 30 Marzo 2022 | Ryuusei Ressha | CRCP-40640         | CRCP-40641         | 25                      |